# Rhinopoma hardwickii
Rhinopoma hardwickii är en fladdermusart som beskrevs av Gray 1831. Rhinopoma hardwickii ingår i släktet Rhinopoma och familjen klaffnäsor. Inga underarter finns listade i Catalogue of Life. Wilson & Reeder (2005) skiljer mellan fyra underarter.

## Utseende
Arten blir 119 till 141 mm lång, inklusive en 57 till 70 mm lång svans. Vikten är 10 till 12 g. Rhinopoma hardwickii har 52 till 60 mm långa underarmar, 18 till 21 mm långa öron och 12 till 15 mm långa bakfötter. Svansen är huvudsakligen fri, alltså inte omsluten av den del av flygmembranen som ligger mellan bakbenen. Arten har gråbrun till mörkbrun päls på ovansidan och ljusare päls på undersidan. På näsan förekommer en smal trekantig hudflik (blad). Tandformeln är I 1/2 C 1/1 P 1/2 M 3/3, alltså 28 tänder.

## Utbredning och habitat
Denna fladdermus har ett större utbredningsområde i norra Afrika samt i västra och södra Asien. Den förekommer i Afrika från Medelhavet i norr till centrala Mali, norra Nigeria, centrala Tchad, södra Sudan, norra Kenya och norra Somalia. Utbredningsområdet fortsätter över Arabiska halvön, Irak, Iran, Pakistan och Indien till västra Bangladesh. En avskild population finns i östra Afghanistan. Individer som hittades i centrala Myanmar tillhör kanske Rhinopoma hardwickii. Arten lever i låglandet och i låga bergstrakter upp till 1100 meter över havet. Habitatet utgörs huvudsakligen av halvöknar och öknar. Fladdermusen vistas där i oaser, trädgårdar eller på andra platser med lite fuktighet. Typiska växter i dessa oaser är tamarisker (Tamarix) och oleander (Nerium oleander).

## Ekologi
Individerna vilar i grottor, i bergssprickor, i tunnlar, i ruiner och i byggnader som används sällan av människor. De bildar vanligen små flockar med 4 till 10 medlemmar. Ibland förekommer kolonier med upp till 500 individer. Enligt en studie från 1987 bildar honor egna flockar före ungarnas födelse men uppgiften behöver ytterligare bekräftelse. Rhinopoma hardwickii är hela året aktiv och lagrar fett i kroppen före den kalla årstiden.
Arten jagar främst skalbaggar (cirka 50 procent av hela födan) med hjälp av ekolokalisering. Beroende på utbredning ingår andra insekter i födan som nattfjärilar och nätvingar. Fladdermusen flyger oftast 5 till 10 meter över marken. Den faller själv offer för tornugglan.
I Asien sker parningen mellan februari och april och sedan vilar det befruktade ägget till mars. Efter 95 till 100 dagar dräktighet föds i juni eller juli en enda unge. Ungen diar sin mor cirka 20 dagar. Honor blir efter 8,5 till 9 månader könsmogna och hanar efter 16 till 17 månader.